# ルイギ
ルイギ（Ruyigi）は、ブルンジ・ブフムザ県の都市。ルイギ郡（コミューン）の行政中心地。ブルンジ東部、国道13号線沿いに位置する。人口は44,220人（2012年推計）。
1960年から2025年まで存在したルイギ県の県都であった。
町の外れには900メートルの芝生の滑走路をもつルイギ空港がある。